# Симеон Петров (футболист, р. 2000)
Симеон Петров е роден във Франция български професионален футболист, централен защитник,  национал на България, който играе за Фехервар.